# Evklidovo število
Evklidova števila [evklídova števíla] so v matematiki cela števila oblike En = pn# + 1, kjer je pn# primoriela – produkt praštevil manjših ali enakih pn. Imenujejo se po starogrškem matematiku Evklidu. 
Prva Evklidova števila so (OEIS A006862):
3, 7, 31, 211, 2311, 30031, 510511, ...
Evklid jih je uporabil v svojem izvirnem dokazu o neskončnem številu praštevil.
Ni znano ali je Evklidovih števil, ki so praštevila, neskončno mnogo.
E6 = 13# + 1 = 2 · 3 · 5 · 7 · 11 · 13 + 1 = 30031 = 59 · 509 je prvo Evklidovo število, ki je sestavljeno, in, ki kaže, da vsa Evklidova števila niso praštevila. Prva Evklidova števila, ki niso praštevila, so (OEIS A066576):
30031, 510511, 9699691, 223092871, 6469693231, 7420738134811, 304250263527211, 13082761331670031, ...
Evklidovo število ne more biti kvadrat. Iz tega sledi, da so Evklidova števila vedno kongruentna 3 mod 4.
Za vse {\displaystyle n\geq 3\,} je zadnja števka števil {\displaystyle E_{n}\,} enaka 1, ker je {\displaystyle E_{n}\,} deljivo z 2 in 5.